# Liste von Kirchengebäuden im Landkreis Ostprignitz-Ruppin
Die Liste von Kirchengebäuden im Landkreis Ostprignitz-Ruppin gibt eine vollständige Übersicht der im Landkreis Ostprignitz-Ruppin im Norden des Landes Brandenburg vorhandenen Kirchengebäude mit ihrem Status, Adresse, Koordinaten und einer Ansicht (Stand Januar 2016).

## Liste
| Ort                          | Bezeichnung                                | Lage                                                                       | Glaubensrichtung              | Bemerkungen | Außenansicht    | Innenansicht           | Denkmal-ID | Wikidata-Eintrag |
| ---------------------------- | ------------------------------------------ | -------------------------------------------------------------------------- | ----------------------------- | --- | --------------- | ---------------------- | ---------- | ---------------- |
| Alt Ruppin                   | Dorfkirche St. Nikolai                     | Neuruppin OT: Alt Ruppin Friedrich-Engels-Straße (Lage)                    | evangelisch                   | Datierung: 1226/1250 Umbau: 1598–1603 Erweiterung: 1846 | weitere Bilder  |                        | 09170236   |                  |
| Babitz                       | Dorfkirche                                 | Wittstock/Dosse OT: Babitz Babitzer Straße 44 (Lage)                       | evangelisch                   | Datierung: 1743 Umbau: nach 1945 | weitere Bilder  |                        | 09170767   |                  |
| Bantikow                     | Dorfkirche                                 | Wusterhausen/Dosse OT: Bantikow Dorfstraße (Lage)                          | evangelisch                   | Datierung: 1792 Restaurierung: 1996 | weitere Bilder  |                        | 09170513   |                  |
| Banzendorf                   | Dorfkirche                                 | Lindow (Mark) OT: Banzendorf Banzendorfer Straße (Lage)                    | evangelisch                   | Datierung 1586/1600 / 1640 | weitere Bilder  | Innenansichten         | 09170242   |                  |
| Barsikow                     | Dorfkirche                                 | Wusterhausen/Dosse OT: Barsikow Dorfstraße (Lage)                          | evangelisch                   | Datierung: 1301/1400 Umbau: 1904 | weitere Bilder  |                        | 09170516   |                  |
| Bartschendorf                | Dorfkirche                                 | Dreetz OT: Bartschendorf Zietensauer Weg (Lage)                            | profaniert                    | Datierung: 1802–1803 Teilzerstörung 1977 | weitere Bilder  |                        | 09170517   |                  |
| Bechlin                      | Dorfkirche                                 | Neuruppin OT: Bechlin Dorfstraße (Lage)                                    | evangelisch                   | Datierung: 1246/1255 Umbau: 1701/1800 Restaurierung: 1958 | weitere Bilder  |                        | 09170091   |                  |
| Berlinchen                   | Dorfkirche                                 | Wittstock/Dosse OT: Berlinchen Berlinchener Dorfstraße (Lage)              | evangelisch                   | Datierung: 1852–1853 Restaurierung: 1996 | weitere Bilder  |                        | 09170769   |                  |
| Berlitt                      | Dorfkirche                                 | Kyritz OT: Berlitt Berlitter Dorfstraße (Lage)                             | evangelisch                   | Datierung: 1516 Erweiterung: 1710 | weitere Bilder  | Innenansichten         | 09170518   | Q101579405       |
| Betzin                       | Dorfkirche                                 | Fehrbellin OT: Betzin Dorfstraße (Lage)                                    | evangelisch                   | Datierung: 1886/87 | weitere Bilder  |                        | 09170244   |                  |
| Biesen                       | Dorfkirche                                 | Wittstock/Dosse OT: Biesen Biesener Straße 15 (Lage)                       | evangelisch                   | Datierung: 1707 | weitere Bilder  |                        | 09170770   |                  |
| Blandikow                    | Dorfkirche                                 | Heiligengrabe OT: Blandikow Blandikower Dorfstraße (Lage)                  | evangelisch                   | Datierung: 1886–1887 | weitere Bilder  |                        | 09170771   |                  |
| Blesendorf                   | Dorfkirche                                 | Heiligengrabe OT: Blesendorf Blesendorfer Dorfstraße (Lage)                | evangelisch                   | Datierung: 1401/1500 Details unter Liste der Baudenkmale in Heiligengrabe#Blesendorf Die Kirche ist Südwest-Nordost ausgerichtet                                                                     | weitere Bilder  |                        | 09170772   |                  |
| Blumenthal                   | Dorfkirche                                 | Heiligengrabe OT: Blumenthal Straße der Solidarität 53 (Lage)              | evangelisch                   | Datierung: 1501/1515 Erweiterung & Umbau: 1877 Restaurierung: 1954–1960 Details unter Liste der Baudenkmale in Heiligengrabe#Blumenthal                                                              | weitere Bilder  |                        | 09171281   |                  |
| Bork                         | Dorfkirche                                 | Kyritz OT: Bork Borker Straße 1 (Lage)                                     | evangelisch                   | Datierung: 1909 | weitere Bilder  |                        | 09170521   |                  |
| Braunsberg                   | Dorfkirche                                 | Rheinsberg OT: Braunsberg Dorfstraße (Lage)                                | evangelisch                   | Datierung: 1743 Umgestaltung: 1959–1960 | weitere Bilder  |                        | 09170245   | Q101579439       |
| Breddin                      | Dorfkirche                                 | Breddin OT: Breddin Havelberger Straße 58 (Lage)                           | evangelisch                   | Datierung: 1273 Erweiterung: 1847 Restaurierung: nach 1963 | weitere Bilder  |                        | 09170523   |                  |
| Brunn (Dosse)                | Dorfkirche                                 | Wusterhausen/Dosse OT: Brunn Dorfstraße (Lage)                             | evangelisch                   | Datierung: 1201/1250 Umbau & Restaurierung: 1863–1865 | weitere Bilder  |                        | 09170525   |                  |
| Brunne                       | Dorfkirche                                 | Fehrbellin OT: Brunne Dorfstraße (Lage)                                    | evangelisch                   | Datierung: 1756–1757 Restaurierung: 1898 Details unter Liste der Baudenkmale in Fehrbellin#Brunne | weitere Bilder  |                        | 09170001   |                  |
| Bückwitz                     | Dorfkirche                                 | Wusterhausen/Dosse OT: Bückwitz Seestraße 10 (Lage)                        | evangelisch                   | Datierung: 1880 Die Kirche steht in Nord-Süd-Richtung mit Turm im Süden | weitere Bilder  |                        | 09170528   |                  |
| Buskow                       | Dorfkirche                                 | Neuruppin OT: Buskow Buskower Dorfstraße (Lage)                            | evangelisch                   | Datierung: 1251/1300 | weitere Bilder  |                        | 09170246   |                  |
| Christdorf                   | Dorfkirche                                 | Wittstock/Dosse OT: Christdorf Christdorfer Dorfstraße 48 (Lage)           | evangelisch                   | Datierung: 1835–1837 / Entwurf: Friedrich August Stüler | weitere Bilder  |                        | 09170775   | Q29056962        |
| Dabergotz                    | Dorfkirche                                 | Dabergotz Hauptstraße (Lage)                                               | evangelisch                   | Datierung: 1251/1300 Umbau: 1773 Restaurierung: 1959 & nach 1996 | weitere Bilder  |                        | 09170247   |                  |
| Dahlhausen                   | Dorfkirche                                 | Heiligengrabe OT: Dahlhausen Horster Straße (Lage)                         | evangelisch                   | Datierung: 1569 | weitere Bilder  |                        | 09171123   |                  |
| Damelack                     | Dorfkirche                                 | Breddin OT: Damelack Dorfstraße 73 (Lage)                                  | evangelisch                   | Datierung: 1907 Restaurierung: 2009–2010 | weitere Bilder  | Innenansichten         | 09170530   |                  |
| Darritz                      | Dorfkirche                                 | Märkisch Linden OT: Darritz Dorfanger (Lage)                               | evangelisch                   | Datierung: 1845–1848 | weitere Bilder  |                        | 09170248   |                  |
| Darsikow                     | Gutskapelle                                | Temnitzquell OT: Darsikow (Lage)                                           | profaniert                    | Datierung: 1832 Die Kapelle wird von einem Förderverein verwaltet |                 |                        | 09171197   |                  |
| Dechtow                      | Dorfkirche                                 | Fehrbellin OT: Dechtow Dorfstraße (Lage)                                   | evangelisch                   | Datierung: 1500 ca | weitere Bilder  |                        | 09170249   | Q63463548        |
| Dessow                       | Dorfkirche                                 | Wusterhausen/Dosse OT: Dessow Dorfstraße (Lage)                            | evangelisch                   | Datierung: 1830 ca. | weitere Bilder  |                        | 09170531   |                  |
| Dierberg                     | Dorfkirche                                 | Rheinsberg OT: Dierberg Straße nach Rheinsberg (Lage})                     | evangelisch                   | Datierung: 1513 ca. Umbau: 1688 Umbau: 1716 | weitere Bilder  |                        | 09170251   |                  |
| Dorf Zechlin                 | Dorfkirche                                 | Rheinsberg OT: Dorf Zechlin Anger (Lage)                                   | evangelisch                   | Datierung: 1549 Umbau: 1722 Umbau: 1827 | weitere Bilder  | Innenansichten         | 09170252   |                  |
| Dossow                       | Dorfkirche                                 | Wittstock/Dosse OT: Dossow (Wittstock/Dosse) Dossower Dorfstraße 22 (Lage) | evangelisch                   | Datierung: 1401/1500 Brand: 1822 Wiederaufbau: 1832 Erweiterung: 1859 | weitere Bilder  |                        | 09170776   |                  |
| Dranse                       | Dorfkirche                                 | Wittstock/Dosse OT: Dranse Dranser Dorfstraße 33 (Lage)                    | evangelisch                   | Datierung: 1861 | weitere Bilder  |                        | 09170778   |                  |
| Dreetz                       | Dorfkirche                                 | Dreetz OT: Dreetz Dorfstraße (Lage)                                        | evangelisch                   | Datierung: 1778 Restaurierung: 1961 Details unter Liste der Baudenkmale in Dreetz (Brandenburg) | weitere Bilder  |                        | 09170534   |                  |
| Drewen                       | Dorfkirche                                 | Kyritz OT: Drewen Drewener Dorfstraße (Lage)                               | evangelisch                   | Datierung: 1251/1300 | weitere Bilder  |                        | 09170539   |                  |
| Fehrbellin                   | Stadtkirche                                | Fehrbellin Feldbergstraße (Lage)                                           | evangelisch                   | Datierung: 1865–1866 / Entwurf: Friedrich August Stüler Details unter Liste der Baudenkmale in Fehrbellin#Fehrbellin                                                                                 | weitere Bilder  |                        | 09170256   |                  |
| Fehrbellin                   | kath. Mariä-Himmelfahrt-Kirche             | Fehrbellin Berliner Straße 42 (Lage)                                       | katholisch                    | Datierung: 1862 | weitere Bilder  |                        |            |                  |
| Flecken Zechlin              | Pfarrkirche                                | Rheinsberg OT: Flecken Zechlin Am Markt (Lage)                             | evangelisch                   | Datierung: 1775 | weitere Bilder  | Innenansichten         | 09170263   |                  |
| Frankendorf                  | Dorfkirche                                 | Storbeck-Frankendorf OT: Frankendorf Altdorf (Lage)                        | evangelisch                   | Datierung: 1905 ca | weitere Bilder  |                        | 09170264   |                  |
| Fretzdorf                    | Dorfkirche                                 | Wittstock/Dosse OT: Fretzdorf Fretzdorfer Dorfstraße (Lage)                | evangelisch                   | Datierung: 1704 Umbau: 1888 | weitere Bilder  |                        | 09170782   |                  |
| Freyenstein                  | St.-Marien-Kirche                          | Wittstock/Dosse OT: Freyenstein Predigerstraße (Lage)                      | evangelisch                   | Datierung: um 1300 Brand & Wiederaufbau: 1718 | weitere Bilder  | Innenansichten         | 09170792   |                  |
| Gadow                        | Dorfkirche                                 | Wittstock/Dosse OT: Gadow Gadower Dorfstraße 43 (Lage)                     | evangelisch                   | Datierung: 1862 ca. | weitere Bilder  |                        | 09170797   |                  |
| Gantikow                     | Dorfkirche                                 | Kyritz OT: Gantikow Dorfstraße 20 (Lage)                                   | evangelisch                   | Datierung: 1264 ca. | weitere Bilder  |                        | 09170541   |                  |
| Ganz                         | Gutskapelle                                | Kyritz OT: Ganz Dorfplatz 13 (Lage)                                        | evangelisch                   | Datierung: 1851/1900 Erweiterung: 1910/1920 | weitere Bilder  |                        | 09170097   |                  |
| Ganzer                       | Kirchenruine                               | Wusterhausen/Dosse OT: Ganzer Dorfstraße (Lage)                            | Ruine                         | Umbau: 1711 Abriss: 1973 | weitere Bilder  | Innenansichten         | 09170543   |                  |
| Gartow                       | Dorfkirche                                 | Wusterhausen/Dosse OT: Gartow Dorfstraße (Lage)                            | evangelisch                   | Datierung: 1301/1400 Umbau: 1868 Restaurierung: 1968 | weitere Bilder  |                        | 09170546   |                  |
| Garz                         | Dorfkirche                                 | Temnitztal OT: Garz Luchdamm (Lage)                                        | evangelisch                   | Datierung: 1727 Details unter Liste der Baudenkmale in Temnitztal#Garz | weitere Bilder  |                        | 09170265   | Q101579402       |
| Glienicke                    | Schinkelkirche                             | Heiligengrabe OT: Glienicke Schinkelplatz (Lage)                           | evangelisch                   | Datierung: 1815 Details unter Liste der Baudenkmale in Heiligengrabe#Glienicke | weitere Bilder  |                        | 09170801   |                  |
| Gnewikow                     | Dorfkirche                                 | Neuruppin OT: Gnewikow Gutsstraße 37 (Lage)                                | evangelisch                   | Datierung: 1474/1500 & 1501/1515 Restaurierung: 1959 | weitere Bilder  |                        | 09170269   |                  |
| Goldbeck                     | Dorfkirche                                 | Wittstock/Dosse OT: Goldbeck Goldbecker Burgstraße (Lage)                  | evangelisch                   | Datierung: 1718 ca. Restaurierung: 1995 | weitere Bilder  |                        | 09170802   |                  |
| Gottberg                     | Dorfkirche                                 | Märkisch Linden OT: Gottberg Dorfstraße (Lage)                             | evangelisch                   | Datierung: 1251/1300 Umbau & Erweiterung: 1902 | weitere Bilder  |                        | 09170270   | Q29056962        |
| Grabow bei Blumenthal        | Dorfkirche                                 | Heiligengrabe OT: Grabow bei Blumenthal Blumenthaler Straße (Lage)         | evangelisch                   | Datierung: 1595 Erweiterung: 1792 Details unter Liste der Baudenkmale in Heiligengrabe#Grabow | weitere Bilder  |                        | 09171184   |                  |
| Groß Haßlow                  | Dorfkirche                                 | Wittstock/Dosse OT: Groß Haßlow Groß Haßlower Straße (Lage)                | evangelisch                   | Datierung: 1743 Restaurierung: 1962 | weitere Bilder  |                        | 09170804   |                  |
| Großzerlang                  | Dorfkirche                                 | Rheinsberg OT: Großzerlang Dorfstraße (Lage)                               | evangelisch                   | Datierung: 1708 Restaurierung: 1932–1933 | weitere Bilder  |                        | 09170271   |                  |
| Hakenberg                    | Dorfkirche                                 | Fehrbellin OT: Hakenberg Dorfstraße (Lage)                                 | evangelisch                   | Datierung: 1874–1875 Details unter Liste der Baudenkmale in Fehrbellin#Hakenberg | weitere Bilder  |                        | 09170274   |                  |
| Heiligengrabe                | Stiftskirche                               | Heiligengrabe Stiftgelände (Lage)                                          | evangelisch                   | Datierung: 1300 ca. Brand: 1718 Restaurierung: 1890 & 1904 & nach 1950; | weitere Bilder  | Innenansichten         | 09170807   |                  |
| Heiligengrabe                | Heiliggrabkapelle                          | Heiligengrabe Stiftgelände (Lage)                                          | evangelisch                   | Datierung: 1512 Restaurierung: 1857 Restaurierung: 1903–1904 / Entwurf: August Oetken und Johannes Otzen / Bau: Otto Berg                                                                            | weitere Bilder  | Innenansichten         | 09170807   |                  |
| Heiligengrabe                | Dorfkirche                                 | Heiligengrabe OT: Heiligengrabe Maulbeerwalder Weg (Lage)                  | evangelisch                   | Datierung: 1495 Umbau: um 1900 Details unter Liste der Baudenkmale in Heiligengrabe#Heiligengrabe | weitere Bilder  |                        | 09170813   |                  |
| Herzberg (Mark)              | Dorfkirche                                 | Herzberg (Mark) Ruppiner Straße 59a (Lage)                                 | evangelisch                   | Datierung: 1500 ca. Umbau: 1927–1929 | weitere Bilder  |                        | 09170279   |                  |
| Herzsprung                   | Dorfkirche                                 | Heiligengrabe OT: Herzsprung Herzsprunger Dorfstraße (Lage)                | evangelisch                   | Datierung: 1500 ca. Umbau: 1596 Umbau & Erweiterung: 1857 Besonderheit: Der Turm steht am Ostende des Kirchenschiffs.                                                                                | weitere Bilder  |                        | 09170815   |                  |
| Hindenberg                   | Kirche                                     | Lindow (Mark) OT: Hindenberg Dorfstraße 21a (Lage)                         | evangelisch                   | Datierung: 1989 | weitere Bilder  |                        |            |                  |
| Hohenofen                    | Dorfkirche                                 | Sieversdorf-Hohenofen OT: Hohenofen Neustädter Straße (Lage)               | evangelisch                   | Datierung: 1802 | weitere Bilder  |                        | 09170547   |                  |
| Holzhausen                   | Dorfkirche                                 | Kyritz OT: Holzhausen Jürgen-Specht-Platz (Lage)                           | evangelisch                   | Datierung: 1300 ca. Umbau: 1699 | weitere Bilder  |                        | 09170548   | Q101849882       |
| Horst                        | Gutskapelle                                | Heiligengrabe OT: Horst Dorfstraße (Lage)                                  | profaniert                    | Datierung: 1687 Restaurierung: 1993–1997 | weitere Bilder  |                        | 09171013   |                  |
| Jabel                        | Dorfkirche                                 | Heiligengrabe OT: Jabel Dorfstraße (Lage)                                  | evangelisch                   | Datierung: 1803 | weitere Bilder  |                        | 09170819   |                  |
| Jabel                        | altlutherische Kirche                      | Heiligengrabe OT: Jabel Jabeler Dorfstraße 1 (Lage)                        | altlutherisch                 | Datierung: 1851 | weitere Bilder  |                        | 09170891   |                  |
| Kagar                        | Dorfkirche                                 | Rheinsberg OT: Kagar Dorfstraße (Lage)                                     | evangelisch                   | Datierung: 1908–1909 | weitere Bilder  | weitere Innenansichten | 09170281   |                  |
| Kampehl                      | Dorfkirche                                 | Neustadt (Dosse) OT: Kampehl Dorfstraße (Lage)                             | evangelisch                   | Datierung: 1246/1255 Umbau: um 1790 | weitere Bilder  |                        | 09170552   |                  |
| Kantow                       | Dorfkirche                                 | Wusterhausen/Dosse OT: Kantow Dorfstraße 20 (Lage)                         | evangelisch                   | Datierung: 1696 Umbau & Erweiterung: 1755 Restaurierung: nach 2009 | weitere Bilder  |                        | 09170557   |                  |
| Karwe                        | Dorfkirche                                 | Neuruppin OT: Karwe Lange Straße (Lage)                                    | evangelisch                   | Datierung: 1301/1400 Umbau: 1770 | weitere Bilder  |                        | 09170283   |                  |
| Karwesee                     | Dorfkirche                                 | Fehrbellin OT: Karwesee Dorfstraße (Lage)                                  | evangelisch                   | Datierung: 1756 Fachwerkkirche | weitere Bilder  |                        | 09170284   |                  |
| Katerbow                     | Dorfkirche                                 | Temnitzquell OT: Katerbow Dorfstraße (Lage)                                | evangelisch                   | Datierung 1953–1956 / Entwurf: Winfried Wendland | weitere Bilder  |                        | 09171304   |                  |
| Keller                       | Dorfkirche                                 | Lindow (Mark) OT: Keller Keller 8 (Lage)                                   | evangelisch                   | Datierung: 1743 | weitere Bilder  |                        | 09171024   | Q30174682        |
| Kerzlin                      | Dorfkirche                                 | Temnitztal OT: Kerzlin Dorfstraße (Lage)                                   | evangelisch                   | Datierung: 1913 | weitere Bilder  |                        | 09170285   |                  |
| Klein Haßlow                 | Dorfkirche                                 | Wittstock/Dosse OT: Klein Haßlow Klein Haßlower Straße (Lage)              | evangelisch                   | Datierung: 1746 Umbau: 1846/1855 | weitere Bilder  |                        | 09170892   |                  |
| Kleinzerlang                 | Dorfkirche                                 | Rheinsberg OT: Kleinzerlang Dorfstraße 51 (Lage)                           | evangelisch                   | Datierung: 1896 Entwurf: Ludwig von Tiedemann | weitere Bilder  |                        | 09170286   |                  |
| Königsberg                   | Dorfkirche                                 | Heiligengrabe OT: Königsberg Königsberger Dorfstraße (Lage)                | evangelisch                   | Datierung: 1501/1515 Restaurierung: 1960–1963 & nach 2004 | weitere Bilder  |                        | 09170821   |                  |
| Königshorst                  | Dorfkirche                                 | Fehrbellin OT: Königshorst Hauptstraße 42 (Lage)                           | evangelisch                   | Datierung: 1737 Brand: 1912 Wiederaufbau: 1912–1914 Details unter Liste der Baudenkmale in Fehrbellin#Königshorst                                                                                    | weitere Bilder  | Innenansichten         | 09170289   |                  |
| Köritz                       | Dorfkirche                                 | Neustadt (Dosse) OT: Köritz Köritzer Straße (Lage)                         | evangelisch                   | Datierung: 1741–1743 Umbau & Erweiterung: 1901 | weitere Bilder  |                        | 09170671   |                  |
| Kötzlin                      | Dorfkirche                                 | Kyritz OT: Kötzlin Kötzliner Straße (Lage)                                 | evangelisch                   | Datierung: 1775 | weitere Bilder  |                        | 09170561   |                  |
| Krangen                      | Dorfkirche                                 | Neuruppin OT: Krangen Dorfstraße 25 (Lage)                                 | evangelisch                   | Datierung 1836–1837 | weitere Bilder  |                        | 09170292   |                  |
| Kränzlin                     | Dorfkirche                                 | Märkisch Linden OT: Kränzlin Darritzer Straße (Lage)                       | evangelisch                   | Datierung: 1286/1300 Umbau: 1895/1896 | weitere Bilder  |                        | 09170294   |                  |
| Küdow                        | Dorfkirche                                 | Temnitztal OT: Küdow Dorfstraße (Lage)                                     | evangelisch                   | Datierung: 1300 ca. Umbau: 1900 ca. | weitere Bilder  |                        | 09170295   | Q101579049       |
| Kyritz                       | Stadtpfarrkirche St. Marien                | Kyritz Johann-Sebastian-Bach-Straße (Lage)                                 | evangelisch                   | Datierung: 1451/1500 Umbau: 1708–1714 Umbau: 1848 / Entwurf Friedrich August Stüler Restaurierung: 1904                                                                                              | weitere Bilder  | Innenansichten         | 09170619   | Q20904013        |
| Kyritz                       | Heilig-Geist-Kirche                        | Kyritz Hagenstraße 1 (Lage)                                                | katholisch                    | Datierung: 1912 / Entwurf: Josef Welz | weitere Bilder  |                        | 09170573   |                  |
| Langen                       | Stülerkirche                               | Fehrbellin OT: Langen Dorfstraße (Lage)                                    | evangelisch                   | Datierung: 1855 Details unter Liste der Baudenkmale in Fehrbellin#Langen | weitere Bilder  |                        | 09170296   | Q40697032        |
| Läsikow                      | Dorfkirche                                 | Wusterhausen/Dosse OT: Läsikow Läsikower Ring (Lage)                       | evangelisch                   | Umbau: 1867 Restaurierung nach 2002 | weitere Bilder  | Innenansichten         | 09170620   | Q101579472       |
| Leddin                       | Dorfkirche                                 | Neustadt (Dosse) OT: Leddin Kyritzer Straße (Lage)                         | evangelisch                   | Datierung: 1872 | weitere Bilder  |                        | 09170622   | Q101848837       |
| Lentzke                      | Dorfkirche                                 | Fehrbellin OT: Lentzke Dorfstraße 12c (Lage)                               | evangelisch                   | Datierung: 1870–1871 Umgestaltung: 1963–1964 / Entwurf: Winfried Wendland Details unter Liste der Baudenkmale in Fehrbellin#Lentzke                                                                  | weitere Bilder  |                        | 09170297   | Q101579399       |
| Lichtenberg                  | Dorfkirche                                 | Neuruppin OT: Lichtenberg Dorfstraße (Lage)                                | evangelisch                   | Datierung: 1251/1300 Umbau: 1845/1846 | weitere Bilder  |                        | 09170298   | Q56817118        |
| Liebenthal                   | Dorfkirche                                 | Heiligengrabe OT: Liebenthal Liebenthaler Dorfstraße 18 (Lage)             | evangelisch                   | Datierung: 1879 | weitere Bilder  |                        | 09171074   |                  |
| Lindow (Mark)                | Pfarrkirche                                | Lindow (Mark) Straße des Friedens 77 (Lage)                                | evangelisch                   | Datierung: 1751–1755 / Entwurf: Georg Christoph Berger Umbau: 1838 Umbau: 1847 Restaurierung: 1960 & 1995–2002                                                                                       | weitere Bilder  |                        | 09170302   | Q98959554        |
| Lindow (Mark)                | St.-Joseph-Kirche                          | Lindow (Mark) Pestalozziweg 9 (Lage)                                       | katholisch                    | Datierung: 1931 / Entwurf: Wilhelm Fahlbusch | weitere Bilder  | Innenansichten         | 09171161   | Q21296878        |
| Linow                        | Dorfkirche                                 | Rheinsberg OT: Linow Dorfstraße 17 (Lage)                                  | evangelisch                   | Datierung: 1700 ca. Erweiterung: 1834 Umgestaltung: 1960–1961 | weitere Bilder  |                        | 09170303   |                  |
| Linum                        | Dorfkirche                                 | Fehrbellin OT: Linum Nauener Straße (Lage)                                 | evangelisch                   | Datierung: 1867–1868 Teilzerstörung: 1945 Wiederaufbau: 1952–1954 Restaurierung: 1967 Details unter Liste der Baudenkmale in Fehrbellin#Linum                                                        | weitere Bilder  | Innenansichten         | 09170304   | Q101579378       |
| Lögow                        | Dorfkirche                                 | Wusterhausen/Dosse OT: Lögow Schulstraße 4 (Lage)                          | evangelisch                   | Datierung: 1301/1400 Umbau: 1701/1800 Restaurierung: 1860 Kirche steht in Südwest zu Nordost-Richtung                                                                                                | weitere Bilder  |                        | 09170623   |                  |
| Lohm                         | Dorfkirche                                 | Zernitz-Lohm OT: Lohm Lohmer Dorfstraße (Lage)                             | evangelisch                   | Datierung: 1828 Restaurierung: 1902 & 1980 | weitere Bilder  |                        | 09170627   |                  |
| Lüchfeld                     | Dorfkirche                                 | Temnitztal OT: Lüchfeld Hauptstraße (Lage)                                 | evangelisch                   | Datierung: 1746/1755 Umbau: 1801/1815 | weitere Bilder  |                        | 09170306   | Q101578995       |
| Manker                       | Dorfkirche                                 | Fehrbellin OT: Manker Dorfstraße 48 (Lage)                                 | evangelisch                   | Datierung: 1251/1300 Umbau: 1401/1525 Teilzerstörung: 1635/1645 Wiederaufbau: 1713–1716 | weitere Bilder  |                        | 09170307   | Q101579381       |
| Maulbeerwalde                | Gutskapelle                                | Heiligengrabe OT: Maulbeerwalde Am Schlosspark (Lage)                      | evangelisch                   | Datierung: 1824 | weitere Bilder  |                        | 09170822   |                  |
| Mechow                       | Dorfkirche                                 | Kyritz OT: Mechow Hauptstraße (Lage)                                       | evangelisch                   | Datierung: 1401/1415 | weitere Bilder  |                        | 09170632   |                  |
| Metzelthin                   | Dorfkirche                                 | Wusterhausen/Dosse OT: Metzelthin Dorfstraße 22 (Lage)                     | evangelisch                   | Datierung: 1246/1255 Umbau: 1698 Restaurierung: 1905 | weitere Bilder  |                        | 09170633   |                  |
| Nackel                       | Dorfkirche                                 | Wusterhausen/Dosse OT: Nackel Parkstraße 1 (Lage)                          | evangelisch                   | Umbau: 1601/1700 & um 1881 | weitere Bilder  |                        | 09170637   | Q101579074       |
| Netzeband                    | Dorfkirche                                 | Temnitzquell OT: Netzeband Dorfstraße (Lage)                               | profaniert                    | Datierung: 1834 Restaurierung: 1994 Das Gebäude wird von einem Kulturverein genutzt. | weitere Bilder  |                        | 09170310   |                  |
| Neuruppin                    | Siechenhauskapelle St. Laurentius          | Neuruppin Siechenstraße 4 (Lage)                                           | profaniert                    | Datierung: 1491 Das Gebäude wurde profaniert und dient als Veranstaltungszentrum. | weitere Bilder  |                        | 09170529   |                  |
| Neuruppin                    | Kulturkirche St. Marien                    | Neuruppin Karl-Marx-Straße (Lage)                                          | profaniert                    | Datierung: 1801–1806 / Entwurf: Philipp Bernard Francois Berson, Carl Ludwig Engel & August Wilhelm Clemens                                                                                          | weitere Bilder  |                        | 09170224   | Q2222278         |
| Neuruppin                    | altlutherische Kreuzkirche                 | Neuruppin Steinstraße 7 (Lage)                                             | altlutherisch                 | Datierung: 1853 | weitere Bilder  |                        | 09171073   |                  |
| Neuruppin                    | Herz-Jesu-Kirche                           | Neuruppin Präsidentenstraße 86 (Lage)                                      | katholisch                    | Datierung: 1881–1883 / Entwurf: Franz Statz & C.Butel Umbau: 1956–1957 / Entwurf J.Zeh Umbau: 1972–1980                                                                                              | weitere Bilder  |                        | 09171134   |                  |
| Neuruppin                    | Baptistenkirche                            | Neuruppin Ernst-Toller-Straße 8 (Lage)                                     | baptistisch                   | Datierung: 1914/1915 | weitere Bilder  |                        | 09171354   |                  |
| Neuruppin                    | Klosterkirche St. Trinitatis               | Neuruppin Niemöller-Platz (Lage)                                           | evangelisch                   | Datierung: 1249 Umbau: um 1270 Umbau: 1300 ca. Restaurierung: 1836–1841 / Entwurf Karl Friedrich Schinkel Restaurierung: 1974                                                                        | weitere Bilder  | Innenansichten         | 09170226   | Q1228469         |
| Neuruppin                    | methodistische Kirche                      | Neuruppin August-Bebel-Straße 51 (Lage)                                    | methodistisch                 | Datierung: 1790 ca. Umbau: 1898 | weitere Bilder  |                        | 09171086   |                  |
| Neuruppin                    | St.-Georg-Kapelle                          | Neuruppin Straße des Friedens 8 (Lage)                                     | profaniert                    | Datierung: 1362 | weitere Bilder  |                        | 09170376   |                  |
| Neuruppin                    | Neuapostolische Kirche                     | Neuruppin Fehrbelliner Straße 23 (Lage)                                    | neuapostolisch                | Datierung: 2000 ca. |                 |                        |            |                  |
| Neuruppin                    | Adventhaus                                 | Neuruppin Wallstraße 3                                                     | adventistisch                 | |                 |                        |            |                  |
| Neuruppin                    | Gemeindezentrum Stamm Philippus            | Neuruppin Ernst-Toller-Str. 4a                                             | apostolisch (Apostelamt Juda) | |                 |                        |            |                  |
| Neuruppin                    | Landeskirchliche Gemeinschaft              | Neuruppin Regattastraße 1                                                  | evangelisch                   | |                 |                        |            |                  |
| Neuruppin                    | Königreichssaal                            | Neuruppin Lilienthal-Ring 2b                                               | Zeugen Jehovas                | |                 |                        |            |                  |
| Neustadt (Dosse)             | Kreuzkirche                                | Neustadt (Dosse) Kirchplatz (Lage)                                         | evangelisch                   | Datierung: 1673–1696 / Entwurf: Anton Reinhardt Restaurierung: 1966–1967 & 2007–2010 | weitere Bilder  | Innenansichten         | 09170674   |                  |
| Neustadt (Dosse)             | kath. Herz-Jesu-Kirche                     | Neustadt (Dosse) Prinz-von-Homburg-Straße 4 (Lage)                         | katholisch                    | Datierung: 1906 und später / Entwurf Arnold Güldenpfennig Erweiterung: 1913 / Entwurf: Josef Welz | weitere Bilder  |                        | 09170902   |                  |
| Niemerlang                   | Dorfkirche                                 | Wittstock/Dosse OT: Niemerlang Hauptstraße (Lage)                          | evangelisch                   | Datierung: 1884 | weitere Bilder  |                        | 09170826   |                  |
| Nietwerder                   | Dorfkirche                                 | Neuruppin OT: Nietwerder Dorfstraße (Lage)                                 | evangelisch                   | Datierung: 1867 Restaurierung: 1960 | weitere Bilder  |                        | 09170398   | Q101579427       |
| Papenbruch                   | Dorfkirche                                 | Heiligengrabe OT: Papenbruch Papenbrucher Dorfstraße (Lage)                | evangelisch                   | Datierung: 1832–1834 | weitere Bilder  |                        | 09170829   |                  |
| Pfalzheim                    | Dorfkirche                                 | Temnitzquell OT: Pfalzheim Dorfstraße (Lage)                               | evangelisch                   | Datierung: 1912 | weitere Bilder  |                        |            |                  |
| Plänitz                      | Dorfkirche                                 | Neustadt (Dosse) OT: Plänitz Alte Poststraße (Lage)                        | evangelisch                   | Datierung: 1709 Restaurierung: 1994–1998 | weitere Bilder  |                        | 09170677   | Q101579438       |
| Protzen                      | Dorfkirche                                 | Fehrbellin OT: Protzen Dorfstraße 68 (Lage)                                | evangelisch                   | Datierung: um 1250 Umbau: um 1500 Umbau: 1682 / Ausführung: Hans Kraatz Details unter Liste der Baudenkmale in Fehrbellin#Protzen                                                                    | weitere Bilder  | Innenansichten         | 09170399   | Q101579383       |
| Radensleben                  | Dorfkirche                                 | Neuruppin OT: Radensleben Dorfstraße (Lage)                                | evangelisch                   | Datierung: 1351/1400 / 1401/1450 Restaurierung: 1865–1870 | weitere Bilder  | Innenansichten         | 09170402   |                  |
| Rägelin                      | Dorfkirche                                 | Temnitzquell OT: Rägelin Dorfstraße (Lage)                                 | evangelisch                   | Datierung: 1697 | weitere Bilder  |                        | 09170403   | Q101579456       |
| Rehfeld                      | Dorfkirche                                 | Kyritz OT: Rehfeld Rehfelder Friedensstraße (Lage)                         | evangelisch                   | Datierung: 1603 / 1791 Umbau: 1922 Umgestaltung: 1975 | weitere Bilder  |                        | 09170683   | Q101849081       |
| Rheinsberg                   | Pfarrkirche St. Laurentius                 | Rheinsberg Kirchplatz 3 (Lage)                                             | evangelisch                   | Datierung: 1251/1300 Erweiterung: um 1300 Erweiterung: um 1500 Umbau: 1568 Umbau: 1751/1800 | weitere Bilder  | Innenansichten         | 09170405   | Q2320152         |
| Rheinsberg                   | Neuapostolische Kirche                     | Rheinsberg Poststraße 1 (Lage)                                             | neuapostolisch                | Datierung: 1901/2000 | Bild gesucht BW |                        |            |                  |
| Rheinsberg                   | Königreichssaal                            | Rheinsberg Berliner Str. 112                                               | Zeugen Jehovas                | |                 |                        |            |                  |
| Rheinsberg                   | Wichmann-Gemeindehaus                      | Rheinsberg Poststr. 22                                                     | katholisch                    | Datierung: 1976 |                 |                        |            |                  |
| Roddahn                      | Dorfkirche                                 | Neustadt (Dosse) OT: Roddahn Roddahner Dorfstraße (Lage)                   | evangelisch                   | Datierung: 1798 Umbau: 1864 & um 1960 Restaurierung: 2002–2004 | weitere Bilder  |                        | 09170684   | Q101849098       |
| Rohrlack                     | Dorfkirche                                 | Temnitztal OT: Rohrlack Dorfstraße (Lage)                                  | evangelisch                   | Datierung: 1892 | weitere Bilder  |                        | 09170409   |                  |
| Rosenwinkel                  | Dorfkirche                                 | Heiligengrabe OT: Rosenwinkel Rosenwinkler Dorfstraße 16 (Lage)            | evangelisch                   | Datierung: 1666 | weitere Bilder  |                        | 09170680   | Q101850222       |
| Rossow                       | Dorfkirche                                 | Wittstock/Dosse OT: Rossow Rossower Dorfstraße 25 (Lage)                   | evangelisch                   | Datierung: 1501/1515 Umbau: 1710 | weitere Bilder  |                        | 09170831   |                  |
| Rüthnick                     | Dorfkirche                                 | Rüthnick Dorfstraße (Lage)                                                 | evangelisch                   | Datierung: 1804–1806 Brand: 1811 Wiederaufbau: 1818–1819 / Entwurf: Karl Friedrich Schinkel Umbau: 1981/1982                                                                                         | weitere Bilder  |                        | 09170410   | Q101579337       |
| Schönberg (bei Wusterhausen) | Kapelle                                    | Wusterhausen/Dosse OT: Schönberg Dorfstraße (Lage)                         | evangelisch                   | Datierung: 1908 Die Kapelle dient auch für Gottesdienste. | weitere Bilder  |                        | 09170685   | Q101796795       |
| Schönberg (Mark)             | Dorfkirche                                 | Lindow (Mark) OT: Schönberg (Mark) Schönberger Dorfstraße 44b (Lage)       | evangelisch                   | Datierung: 1689 Umbau: 1845 & 1932–1933 | weitere Bilder  |                        | 09170414   | Q101579188       |
| Schönermark                  | Dorfkirche                                 | Stüdenitz-Schönermark OT: Schönermark Dorfstraße (Lage)                    | evangelisch                   | Datierung: 1401/1500 Umbau: 1866 Restaurierung: 1966 | weitere Bilder  |                        | 09170687   | Q101850354       |
| Schwanow                     | Bethaus                                    | Rheinsberg OT: Schwanow Schwanower Dorfstraße 14 (Lage)                    | evangelisch                   | Datierung: 1878/1881 |                 |                        | 09171935   |                  |
| Schweinrich                  | Dorfkirche                                 | Wittstock/Dosse OT: Schweinrich Schweinricher Straße (Lage)                | evangelisch                   | Datierung: 1451/1500 Umbau: 1601/1700 Umbau: 1801/1900 | weitere Bilder  |                        | 09170833   |                  |
| Seebeck                      | Dorfkirche                                 | Vielitzsee OT: Seebeck Hauptstraße (Lage)                                  | evangelisch                   | Datierung: 1863–1864 | weitere Bilder  |                        | 09170416   | Q101579461       |
| Segeletz                     | Dorfkirche                                 | Wusterhausen/Dosse OT: Segeletz Lindenstraße 32 (Lage)                     | evangelisch                   | Datierung: 1251/1300 Umbau & Erweiterung: um 1830 | weitere Bilder  |                        | 09170692   | Q101579115       |
| Sewekow                      | Dorfkirche                                 | Wittstock/Dosse OT: Sewekow Schulstraße 7 (Lage)                           | evangelisch                   | Datierung: 1586 Umbau: um 1650 & 1783 & 1985 | weitere Bilder  |                        | 09170834   | Q101850447       |
| Sieversdorf                  | Dorfkirche                                 | Sieversdorf-Hohenofen OT: Sieversdorf Dorfstraße (Lage)                    | evangelisch                   | Datierung: 1740/1748 | weitere Bilder  |                        | 09170704   | Q22338838        |
| Stöffin                      | Dorfkirche                                 | Neuruppin OT: Stöffin Dorfstraße (Lage)                                    | evangelisch                   | Datierung: 1251/1300 Umbau: 1701/1750 | weitere Bilder  |                        | 09170418   | Q64147965        |
| Storbeck                     | Dorfkirche                                 | Storbeck-Frankendorf OT: Storbeck Dorfstraße 3a (Lage)                     | evangelisch                   | Datierung: 1700 ca. Restaurierung: 1965 | weitere Bilder  | Innenansichten         | 09170417   | Q101850532       |
| Strubensee                   | Dorfkirche                                 | Vielitzsee OT: Strubensee Dorfstraße (Lage)                                | evangelisch                   | Datierung: 1584 Erweiterung: 1596 Erweiterung: 1870 | weitere Bilder  |                        | 09170419   | Q101579462       |
| Stüdenitz                    | Dorfkirche                                 | Stüdenitz-Schönermark OT: Stüdenitz Kyritzer Straße (Lage)                 | evangelisch                   | Datierung: 1856–1862 Restaurierung: um 1960 | weitere Bilder  | Innenansichten         | 09170705   |                  |
| Tarmow                       | Dorfkirche                                 | Fehrbellin OT: Tarmow Küsterstege 81 (Lage)                                | evangelisch                   | Datierung: 1834–1835 / Entwurf Friedrich August Heidfeld und Friedrich Wilhelm Eduard Jacobi Details unter Liste der Baudenkmale in Fehrbellin#Tarmow                                                | weitere Bilder  |                        | 09170420   |                  |
| Teetz                        | Dorfkirche                                 | Kyritz OT: Teetz-Ganz Kirchplatz (Lage)                                    | evangelisch                   | Datierung: 1859 Restaurierung: 2011–2012 | weitere Bilder  | Innenansichten         | 09170706   |                  |
| Tornow (Ostprignitz)         | Dorfkirche                                 | Wusterhausen/Dosse OT: Tornow Tornower Straße (Lage)                       | evangelisch                   | Datierung: 1827–1828 | weitere Bilder  |                        | 09170709   |                  |
| Tramnitz                     | Dorfkirche                                 | Wusterhausen/Dosse OT: Tramnitz Dorfstraße (Lage)                          | evangelisch                   | Datierung: um 1725 Restaurierung: 1968 Fachwerkkirche | weitere Bilder  |                        | 09170711   | Q101579475       |
| Treskow                      | Dorfkirche                                 | Neuruppin OT: Treskow Erich-Dieckhoff-Straße 8a (Lage)                     | evangelisch                   | Datierung: 1934–1935 | weitere Bilder  |                        | 09171673   | Q101579429       |
| Vichel                       | Dorfkirche                                 | Temnitztal OT: Vichel Dorfstraße (Lage)                                    | evangelisch                   | Datierung: 1867 / Entwurf Alexander Ferdinand von Quast | weitere Bilder  |                        | 09170421   | Q101579458       |
| Vielitz                      | Dorfkirche                                 | Vielitzsee OT: Vielitz Kirchstraße (Lage)                                  | evangelisch                   | Datierung: 1401/1500 Umbau: 1734 | weitere Bilder  |                        | 09170422   |                  |
| Walchow                      | Dorfkirche                                 | Fehrbellin OT: Walchow Dorfstraße (Lage)                                   | evangelisch                   | Datierung: 1851–1852 Details unter Liste der Baudenkmale in Fehrbellin#Walchow | weitere Bilder  |                        | 09170423   | Q101579388       |
| Wallitz                      | Dorfkirche                                 | Rheinsberg OT: Wallitz Dorfstraße 41 (Lage)                                | evangelisch                   | Datierung: 1899 Umbau: 1950–1959 Kirche ist Nordost-Südwest ausgerichtet. Turm steht im Nordosten | weitere Bilder  |                        | 09170425   | Q101845924       |
| Walsleben                    | Dorfkirche                                 | Walsleben Dorfstraße (Lage)                                                | evangelisch                   | Datierung: 1590–1592 Umbau: 1983–1989 | weitere Bilder  |                        | 09170426   | Q65940465        |
| Werder                       | Turm der Dorfkirche                        | Märkisch Linden OT: Werder <Dorfstraße (Lage)                              | evangelisch                   | Datierung: 1726 Teilabbruch: 1975, nur der Turm ist erhalten. | weitere Bilder  |                        | 09170427   | Q117383395       |
| Wernikow                     | Dorfkirche                                 | Heiligengrabe OT: Wernikow Wernikower Dorfstraße (Lage)                    | evangelisch                   | Datierung: 1251/1300 Erweiterung & Umbau: 1890 | weitere Bilder  |                        | 09170835   |                  |
| Wildberg                     | St.-Nikolai-Kirche                         | Temnitztal OT: Wildberg Kirchstraße (Lage)                                 | evangelisch                   | Datierung: 1251/1300 Erweiterung: 1486/1500 Umbau: 1701/1800 Restaurierung: 1957 | weitere Bilder  |                        | 09170429   | Q101579371       |
| Wittstock/Dosse              | Heilig-Geist-Kirche                        | Wittstock/Dosse Heiligegeiststraße (Lage)                                  | evangelisch                   | Datierung: 1401/1500 Restaurierung: 1846/1855 & 1955–1965 & 1996–1997 | weitere Bilder  |                        | 09170004   | Q101579468       |
| Wittstock/Dosse              | Heilig-Kreuz-Kirche                        | Wittstock/Dosse Ringstraße 2 (Lage)                                        | katholisch                    | Datierung: 1910–1911 / Entwurf: Otto Blell | weitere Bilder  |                        | 09170858   | Q101579279       |
| Wittstock/Dosse              | Neuapostolische Kirche                     | Wittstock/Dosse Meyenburger Chaussee 19 (Lage)                             | neuapostolisch                | Datierung: 1925 | weitere Bilder  |                        |            |                  |
| Wittstock/Dosse              | Stadtpfarrkirche St. Marien und St. Martin | Wittstock/Dosse Kirchplatz (Lage)                                          | evangelisch                   | Datierung: 1276/1300 Erweiterung: 1471/1497 Brand: 1512 Umbau: 1512–1519 / Entwurf: Christoph von Lüneburg Restaurierung: 1843–1846                                                                  | weitere Bilder  | Innenansichten         | 09170003   | Q1587967         |
| Wulfersdorf                  | Dorfkirche                                 | Wittstock/Dosse OT: Wulfersdorf Dorfstraße 57 (Lage)                       | evangelisch                   | Datierung: 1501/1525 Umbau: 1551/1600 & 1801/1900 | weitere Bilder  |                        | 09170866   | Q18710156        |
| Wulkow (Dosse)               | Dorfkirche                                 | Wusterhausen/Dosse OT: Wulkow Teetzer Straße (Lage)                        | evangelisch                   | Datierung: 1692 Restaurierung: 1930 Ovale Fachwerkkirche mit Dachreiter | weitere Bilder  |                        | 09170714   | Q101579477       |
| Wulkow                       | Dorfkirche                                 | Neuruppin OT: Wulkow Dorfstraße (Lage)                                     | evangelisch                   | Datierung: 1501/1515 Umbau: 1709 & 1701/1800 & um 1850 Restaurierung: 1961 | weitere Bilder  |                        | 09170431   | Q101579431       |
| Wusterhausen/Dosse           | Pfarrkirche St. Peter und Paul             | Wusterhausen/Dosse Domstraße (Lage)                                        | evangelisch                   | Datierung: 1240/1260 Umbau & Erweiterung: 1280/1350 & 1380/1476 Restaurierung: 1965–1972 / 1991–1995 Dreischiffige Hallenkirche aus Backstein                                                        | weitere Bilder  | Innenansichten         | 09170762   | Q42306203        |
| Wusterhausen/Dosse           | Neuapostolische Kirche                     | Wusterhausen/Dosse Bahnhofstraße 24 (Lage)                                 | neuapostolisch                | Datierung: 2005 | weitere Bilder  |                        |            |                  |
| Wustrau                      | Dorfkirche                                 | Fehrbellin OT: Wustrau-Altfriesack Zietenstraße 1 (Lage)                   | evangelisch                   | Datierung: 1491 ev. früher Erweiterung & Umbau: 1781 & 1883–1886 Umgestaltung: 1910–1911 / Entwurf: Georg Büttner Restaurierung: 1989–1991 Details unter Liste der Baudenkmale in Fehrbellin#Wustrau | weitere Bilder  |                        | 09170436   | Q40223800        |
| Wuthenow                     | Schinkelkirche                             | Neuruppin OT: Wuthenow Dorfstraße (Lage)                                   | evangelisch                   | Datierung: 1836–1837 / Entwurf: Karl Friedrich Schinkel Restaurierung: 1954 | weitere Bilder  | Innenansichten         | 09170437   | Q18599687        |
| Zaatzke                      | Dorfkirche                                 | Heiligengrabe OT: Zaatzke Hauptstraße (Lage)                               | evangelisch                   | Datierung: 1686 Umbau: 1932 | weitere Bilder  |                        | 09170867   | Q101850620       |
| Zechlinerhütte               | Dorfkirche                                 | Rheinsberg OT: Zechlinerhütte Neustrelitzer Straße (Lage)                  | evangelisch                   | Datierung: 1880–1881 | weitere Bilder  |                        | 09170438   | Q101579446       |
| Zechow                       | Dorfkirche                                 | Rheinsberg OT: Zechow Dorfstraße (Lage)                                    | evangelisch                   | Datierung: 1846–1847 Umgestaltung: 1960–1961 / Planung: Winfried Wendland | weitere Bilder  |                        | 09170441   | Q67200316        |
| Zempow                       | Dorfkirche                                 | Wittstock/Dosse OT: Zempow Zempower Dorfstraße (Lage)                      | evangelisch                   | Datierung: 1865 | weitere Bilder  | Innenansichten         | 09170944   |                  |
| Zernitz                      | Dorfkirche                                 | Zernitz-Lohm OT: Zernitz Zernitzer Dorfstraße (Lage)                       | evangelisch                   | Datierung: 1459/1463 Umbau: 1898 Restaurierung: 1967 | weitere Bilder  | Innenansichten         | 09170764   |                  |
| Zootzen                      | Dorfkirche                                 | Wittstock/Dosse OT: Zootzen Zootzener Dorfstraße 31 (Lage)                 | evangelisch                   | Datierung: 1893 | weitere Bilder  |                        | 09170868   | Q101850629       |
| Zühlen                       | Dorfkirche                                 | Rheinsberg OT: Zühlen Dorfstraße (Lage)                                    | evangelisch                   | Datierung: 1486/1515 Umbau: 1526/1600 Umbau: 1686 Umbau: 1701/1800 Umgestaltung: um 1960 / Entwurf: Winfried Wendland                                                                                | weitere Bilder  |                        | 09170442   | Q101579449       |